# Budafapuszta
Budafapuszta is een plaats (község) en gemeente in het Hongaarse comitaat Zala.